# Heinrich von Ramstein
Heinrich von Ramstein (* vor 1230; † 22. Juli 1318) war Abt des  Benediktinerklosters St. Gallen von 1301 bis 1318.

## Leben
Heinrich von Ramstein war nicht nachweislich verwandt mit seinem Vorgänger Rumo von Ramstein oder dem Abt des Klosters Reichenau, Albrecht von Ramstein. Er dürfte einer von vier Heinrichen sein, die sich 1270 unter den St. Galler stimmberechtigten Mitgliedern des Konvents befanden. 1275 wird er als erstes Mal mit vollem Namen genannt. Er war einer von vier Mönchen, die zu Rumo gehalten hatten. Ab 1278 erscheint er als Pförtner. 1287 klagte er, zusammen mit zwei anderen Mönchen, bei König Rudolf gegen Abt Wilhelm. 
Am 11. Oktober 1301 wurde er zum Abt gewählt. Die Wahl gilt als zwiespältig, da er mit seinem Gegner Ulrich von Trauchburg im Zwist lag und diesen mit Einkünften abfinden musste. Heinrich gewann auch die Fürsprache des Bischofs von Konstanz, indem er ihm Wurmlingen überliess. Die Abtweihe fand in St. Georg in Stein am Rhein statt.
Am 7. Dezember 1301 wurden Heinrich von König Albrecht die Regalien verliehen, aber die erneute Verpfändung der Reichsvogtei verweigert. Einer der Hauptgründe dafür war der Widerstand der St. Galler Bürger.
Er erkrankte Mitte des Jahres 1316 und starb zwei Jahre später im Alter von 90 Jahren.

## Wirken
Auch als Abt stiess Heinrich von Ramstein mit all seinen Bemühungen auf Widerstand. Er bemühte sich, die ererbten Schulden mit zwei verschiedenen Massnahmen zu tilgen. Die erste bestand darin, Klostergut zu veräussern. Die zweite führte zu Widerstand in der Gotteshausbevölkerung: er erhob rigorose Steuern. Der Widerstand war derart gross, dass er seinen Bruder Diethelm auf drei Jahre zum Pfleger der Abtei ernennen musste – auch weil die Konventualen ihn dazu drängten. 
Ein weiteres Problem stellte der Wiederaufbau von Wil dar, den Heinrich anstrebte, der ihm von Albrecht aber verweigert wurde – zusammen mit dem Abbruch von Schwarzenbach –, u. a. weil der König die Vogtei über Wil beanspruchte. Das Ableben des Königs 1308 legte die Streitfrage nicht bei, auch König Heinrich VII. ging nicht auf die Wünsche Abt Heinrichs ein. Immerhin bestätigte er ihm am 17. April 1309 die älteren Freiheiten.
Er erreichte allerdings, dass am 1. Mai 1310 die Vogtei über Wil zurückgegeben wurde, und am 22. April 1311, dass die Rückzahlung der Pfandsumme von 1300 Mark, die mit Adolf von Nassau vereinbart worden war, geregelt wurde. Doch am 23. Oktober 1314 wurden die Stadt und das Kloster von einem verheerenden Brand heimgesucht, worauf Abt Heinrich Propst Heinrich von Lupfen und den Stadtbürger Konrad Kuchimeister mit dem Auftrag des Wiederaufbaus des Klosters beauftragen musste.